# Новоселци (дем Мъглен)
Вижте пояснителната страница за други значения на Новоселци.
Новоселци (на гръцки: Νερόμυλοι, Неромили, до 1926 година Νοβοσέλτσι, Новоселци) е село в Егейска Македония, Гърция, в дем Мъглен (Алмопия) в административна област Централна Македония.

## География
Селото се намира на 230 m надморска височина, на 6 km североизточно от Къпиняни, в котловината Мъглен (Моглена), близо до източните склонове на планината Паяк (Пайко).

## История

### Античност
На хълма Горица са открити останки от укрепено селище от III век пр. Хр. Гробище от желязната епоха има и на отсрещния хълм, от другата страна на Мъгленица в землището на Продром, който също се казва Горица.

### В Османската империя
В 1889 година Стефан Веркович (Топографическо-этнографическій очеркъ Македоніи) пише за Новоселци:
| „ | На четвърт час на юг от Продром, отвъд река Плака, се намира друго мюсюлманско село - Новоселци, което се състои от 90 къщи и 151 нуфузи, плащащи 5833 пиастра и 34 пари данък. | “ |

Съгласно статистиката на Васил Кънчов („Македония. Етнография и статистика“) към 1900 година в Новоселци живеят 300 българи християни и 250 българи мохамедани.
Екзархийската статистика за Воденската каза от 1912 година води селото с 396 жители българи мохамедани.

### В Гърция
През Балканската война в 1912 година селото е окупирано от гръцки части и остава в Гърция след Междусъюзническата война в 1913 година. Боривое Милоевич пише в 1921 година („Южна Македония“), че Новоселце има 84 къщи славяни мохамедани.
В 1924 година мюсюлманското му население се изселва в Турция и на негово място са настанени гърци бежанци, предимно от Източна Тракия. В 1926 година е преименувано на Неромили, в превод воденици. Според преброяването от 1928 година селото е бежанско с 54 бежански семейства и 229 души.
По време на Гражданската война през зимата на 1947 година властите изселват жителите във Фущани и Съботско. След войната част от населението не се връща.
Произвеждат се тютюн овошки, детелина.
| Име           | Име             | Ново име | Ново име | Описание                                             |
| ------------- | --------------- | -------- | -------- | ---------------------------------------------------- |
| Мала горица   | Μικρή Γκορίτσα  | Дасомено | Δασωμένο | възвишение на СЗ от Новоселци и на И Продром (263 m) |
| Голема горица | Μεγάλη Γκορίτσα | Дасос    | Δάσος    | възвишение на С от Новоселци и Продром               |
| Осонче Копач  | Κοπάτ           | Скамено  | Σκαμένο  | възвишение на СИ от Продром (437 m)                  |

| Година    | 1913 | 1920 | 1928 | 1940 | 1951 | 1961 | 1971 | 1981 | 1991 | 2001 | 2011 | 2021 |
| --------- | ---- | ---- | ---- | ---- | ---- | ---- | ---- | ---- | ---- | ---- | ---- | ---- |
| Население | 452  | 377  | 273  | 335  | 164  | 178  | 146  | 113  | 111  | 186  | 78   | 59   |